# Caribou (California)
Caribou es un lugar designado por el censo en el condado de Plumas en el estado estadounidense de California. En el año 2000 tenía una población de 0 habitantes y una densidad poblacional de 0 personas por km².

## Geografía
Caribou se encuentra ubicado en las coordenadas 40°4′N 121°9′O / 40.067, -121.150. Según la Oficina del Censo, la ciudad tiene un área total de 0,4 km² (0,2 mi²), de la cual 0,4 km² (0,2 mi²) es tierra y 0 km² (0 mi²) (0%) es agua.

## Demografía
Según la Oficina del Censo en 2000 los ingresos medios por hogar en la localidad eran de $0, y los ingresos medios por familia eran $0. Los hombres tenían unos ingresos medios de $0 frente a los $0 para las mujeres. La renta per cápita para la localidad era de $0. Alrededor del 0% de la población estaban por debajo del umbral de pobreza.